# Koki Idoki
Kōki Idoki (井戸木鴻樹, Idoki Kōki; Ibaraki, 2 november 1961) is een golfprofessional uit Japan, die zijn hele carrière op de Japan Golf Tour  heeft gespeeld en daar twee toernooien heeft gewonnen. 
Sinds hij een senior golfer is, heeft hij ook al twee toernooien gewonnen, w.o. zijn eerste Major, want in 2013 won hij het Senior PGA Championship  van de Champions Tour. Daardoor werd hij uitgenodigd om dat jaar het US PGA Championship  te spelen.

## Gewonnen
Japan Golf Tour
- 1990: Kansai Pro Championship
- 1993: NST Niigata Open

Champions Tour
- 2013: Senior PGA Championship (273, -11)

Japanse Senior Tour
- 2012: Fuji Film Senior Championship